# فرانچسکا کیلمی
فرانچسکا کیلمی (ایتالیایی: Francesca Chillemi؛ زادهٔ ۲۵ ژوئیهٔ ۱۹۸۵) مدل، بازیگر و مجری تلویزیون اهل ایتالیا است.
از فیلم‌ها یا مجموعه‌های تلویزیونی که وی در آن‌ها نقش داشته‌است، می‌توان به دیو و دلبر، دختر سروان و «خدا به دادمان برسد» اشاره نمود.
وی مدتی نامزد معتصم قذافی بود.